# 세상의 모든 지식
세상의 모든 지식은 KBS 1라디오에서 방송했던 라디오 프로그램이다.

## 역사
2008년 11월 17일에 첫방송을 시작해, 2013년 4월 5일에 잠정적으로 폐지됐다가, 2014년 4월 7일 이후 1년만에 다시 부활했으나, 2014년 12월 31일 방송을 마지막으로 "세상의 모든 지식"은 완전히 6년만에 폐지되었다.

## 역대 방송시간
| 방송 채널   | 방송 기간                          | 방송 시간                    |
| ----------- | ---------------------------------- | ---------------------------- |
| KBS 1라디오 | 2008년 11월 17일 ~ 2010년 4월 16일 | 평일 오전 11:10 ~ 오전 11:58 |
| KBS 1라디오 | 2010년 4월 19일 ~ 2013년 4월 5일   | 평일 오전 11:10 ~ 오전 11:40 |
| KBS 1라디오 | 2014년 4월 7일 ~ 2014년 12월 31일  | 평일 밤 8:10 ~ 밤 8:58       |

## 역대 진행자

### 1기
- 2008년 11월 17일 ~ 2013년 4월 5일 : 김은성 아나운서

### 2기
- 2014년 4월 7일 ~ 2014년 12월 31일 : 이영호 아나운서